# 三重県総合文化センター

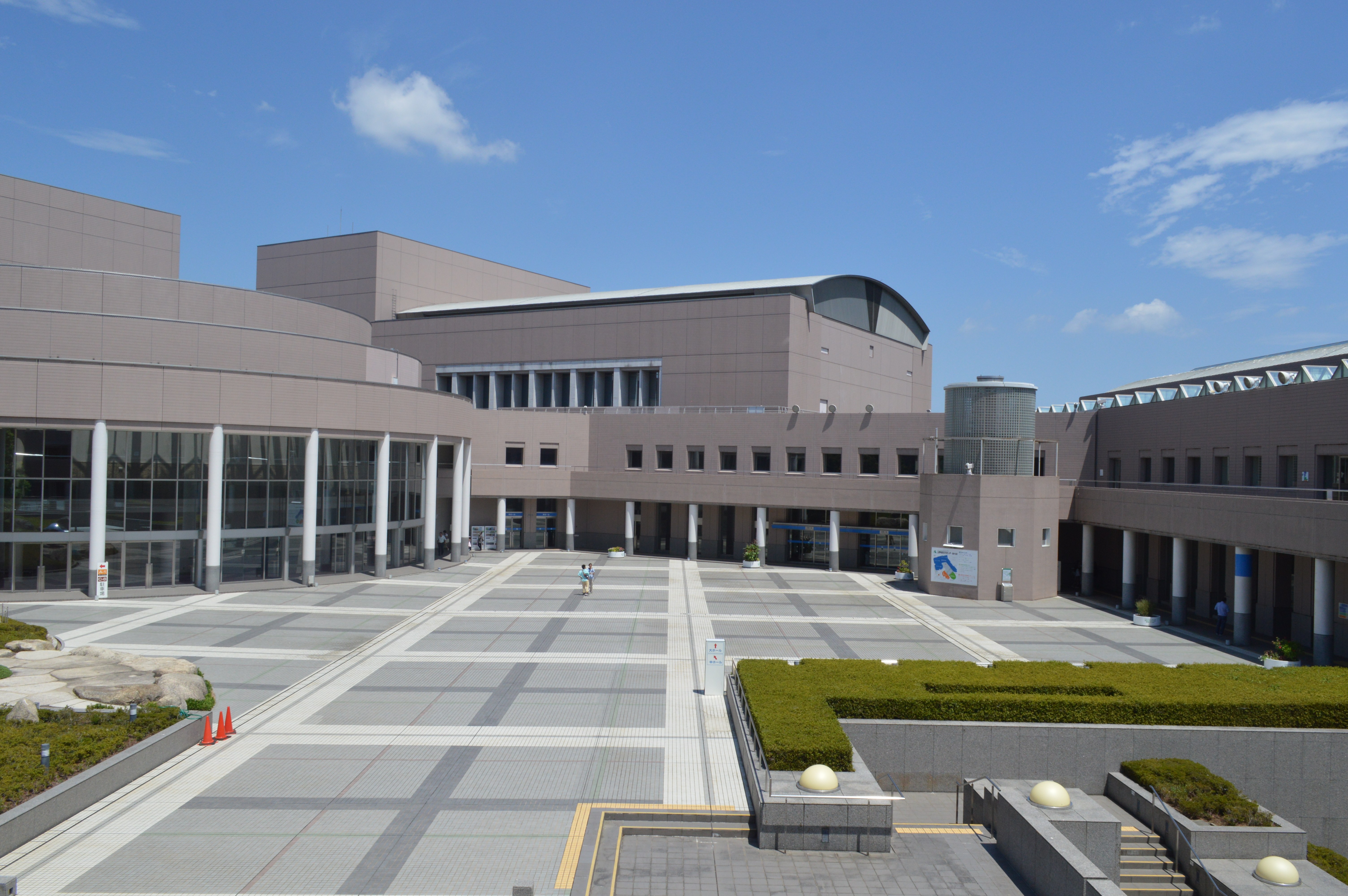
三重県文化会館（2016年撮影）
左側建物が中ホール、右側建物が大ホール

三重県総合文化センター（みえけんそうごうぶんかセンター、英称：Mie Center For the Arts）は、三重県津市にある文化施設。略称は「県文」。三重県の外郭団体である三重県文化振興事業団が運営を行い、2004年（平成16年）度より指定管理者になっている。舞台管理は、三重県舞台管理事業協同組合。

## 施設概要
1994年（平成6年）に完成。こけら落としイベントは国民文化祭であった。また、オペラ、コンサート、ミュージカルなどに対応できる三重県文化会館、生涯学習センター、男女共同参画センター、三重県立図書館、放送大学学習センターなどがあり、複合文化施設になっている。

### 三重県文化会館
三重県文化会館は同センターの施設。
- 大ホール：収容人数1903席
- 中ホール：収容人数900席
- 多目的ホール：収容人数最大300席
- 小ホール：収容人数300席

### その他
- 三重県生涯学習センター
- 三重県男女共同参画センター（フレンテみえ）
- 三重県立図書館
- 放送大学三重学習センター
- アートミュージアムショップ

## 沿革
1994年（平成6年）10月に開館する。開館時から三重県文化会館、三重県生涯学習センター、三重県男女共同参画センター「フレンテみえ」の3施設の運営を三重県文化振興事業団に委託していた。2004年（平成16年）度より指定管理者制度が導入され、事業団は指定管理者となった。
事業団は当初、三重県からの派遣職員23人を含む75人で運営していたが、県の外郭団体自立策の実施により、2007年（平成19年）に全職員が事業団の直接雇用した人材になった。これにより職員の専門性が高まり、年俸制の導入で職員の離職が減少した。また「入場料4,000円で1,000人集めるより、2,000円で2,000人」を掲げて低料金ながら高品質の自主事業（クラシックコンサート、演劇、落語など）を心がけ、2008年（平成20年）度には自主事業の平均入場率が日本全国の上位に食い込む90.6%に達し、自主事業が単独で黒字となった。貸しホール・貸し会議室事業においても夜間利用を可能とし、イベント時の看板作成・資料印刷の受注を開始し、2008年（平成20年）度に利用率75.2%を達成した。
2009年（平成21年）に開館15周年を迎え、記念事業として6月11日に松任谷由実コンサート、11月3日にディズニー・オン・クラシックを開催した。

## 周辺地域の開発
三重県総合文化センター建設前の周辺地域は、第一種低層住居専用地域に指定されており開発が規制されていた。しかし、三重県総合文化センター建設のために一身田上津部田地区計画（16.3ha）を1990年（平成2年）12月に決定し、住居地域や近隣商業地域に用途地域の変更を行う規制緩和が実施された。津都市計画審議会はマンションなどが進出し、既存の住宅地に影響を及ぼすのではないかという意見が出されたが、結果的に高層住宅団地の開発が行われることとなった。

## 交通

### 公共交通
- JR紀勢本線・近鉄名古屋線・伊勢鉄道伊勢線 津駅西口より
  - 徒歩で約20分。
  - 三重交通バス「総合文化センター行き」または「夢が丘団地行き」乗車、「総合文化センター前」停留所または「総合文化センター」停留所下車、徒歩ですぐ。
  - 臨時バスが運行されることもある。

### 自家用車
- 伊勢自動車道津ICより、国道23号（中勢バイパス）・県道津関線経由、約10分。
  - 駐車場：約1,400台（無料）。